# أحمد مطر (طيار)
أحمد بن خليفة مطر (1936 – 17 مارس 2011) طيار سعودي، ويُعد من أبرز رواد قطاع الطيران المدني في المملكة العربية السعودية. شغل منصب المدير العام للخطوط الجوية العربية السعودية في الفترة من 1980 حتى 1994. ويُعرف بأنه قائد "العصر الذهبي" للخطوط السعودية، حيث شهدت المؤسسة خلال إدارته تطورًا نوعيًا في الأسطول، والخدمات، والبنية التحتية، والاستقلال الإداري.

## النشأة والتعليم
وُلد أحمد مطر في قرية الطرف في محافظة الأحساء عام 1936، والتحق بالخطوط الجوية السعودية عام 1959 كمتدرب طيار. حصل على رخصة طيار مساعد عام 1960، ثم ترقّى إلى طيار تجاري عام 1963. لاحقًا، حصل على شهادة "طيار جوي" من منظمة الطيران الأمريكية FAA، وهي أعلى درجة في مجال الطيران المدني.

## الحياة المهنية
التحق أحمد مطر بالخطوط الجوية العربية السعودية في عام 1959م، وكان من ضمن الدفعة الأولى (A) من الطلاب السعوديين الذين درسوا الطيران في مدرسة الطيران التي كانت تديرها شركة TWA الأميركية بجدة.
- ابتُعث إلى الولايات المتحدة للحصول على شهادة الطيار الجوي من منظمة الطيران الأميركية، وهي أعلى شهادة طيران.
- تلقى تدريبه على طائرات بوينغ عام 1965، ثم تخصص لاحقًا في طائرات دي سي-9 كأول سعودي في هذا التخصص.
- حصل على رخصة مدرب على طائرات بوينغ عام 1970، ثم على طائرات ترايستار لاحقًا.

تخرج مساعد طيار على طائرات داكوتا عام 1960م وكان الأول على دفعته. ثم تخصص لاحقًا على طائرات مثل بوينغ 707 و747 وترايستار، وشارك في التدريب والتأهيل للعديد من الطيارين السعوديين. حصل على رخصة طيار تجاري عام 1963م.
شغل عدة مناصب في الخطوط السعودية، من بينها:
- مدرس طيران ومفتش جوي.
- مدير عمليات الطيران.
- مدير تنفيذي للشؤون الفنية.

وفي عام 1980، صدر قرار بتعيينه مديرًا عامًا للخطوط الجوية السعودية، ليكون أول طيار سعودي يتولى هذا المنصب.

## مدير عام الخطوط السعودية
في مطلع عام 1400هـ (1980) عُيّن أحمد بن خليفة مطر مديرًا عامًا للخطوط الجوية العربية السعودية، ليكون المدير السادس للمؤسسة، والأطول خدمةً في هذا المنصب. قاد المؤسسة في فترة مفصلية شهدت توسعًا كبيرًا تزامنًا مع الطفرة الاقتصادية الأولى في المملكة، وواجه خلالها تحديات جسيمة، من أبرزها:
- حادثة الرحلة 163 عام 1980،[5] التي تُعد أسوأ كارثة في تاريخ الخطوط السعودية.
- تفاقم مشاكل التذاكر المجانية وأوامر الإركاب، التي أثقلت كاهل المؤسسة.

في أول تصريح له كمدير عام، أكد أن الخطوط "أنشئت لخدمة المواطنين لا لجني الربح"، معلنًا دعمًا للمواطنين بقيمة 300 ريال لتسهيل تنقلاتهم داخليًا.

### فترة الإدارة (1980–1994)
شهدت الخطوط السعودية خلال إدارته نقلة كبيرة تمثلت في:
التحرر من التعاقدات الأجنبية: أنهى عقد الإدارة الأجنبية مع شركة TWA الأمريكية، واستكملت السعودية إدارتها بالكامل بكوادر وطنية.
- تحديث الأسطول: أدخلت المؤسسة طائرات حديثة مثل بوينغ 747 و747SP وترايستار.
- تحسين خدمات الركاب: أطلق برامج لتحسين الخدمة الجوية، وتحديث الوجبات، وأنظمة الحجز والمبيعات.
- الاستثمار في الكوادر الوطنية: أسس مراكز تدريب متخصصة وابتعث مئات الموظفين إلى الخارج للتدريب والدراسة.
- إطلاق وحدات مستقلة: أسهم في تحويل بعض إدارات المؤسسة إلى كيانات مستقلة مثل (التموين، الصيانة، الشحن الجوي).

## إرثه ومكانته
يُعد مطر من رواد الطيران المدني في المملكة، وأحد الأسماء التي أسهمت في بناء وتطوير الخطوط السعودية وجعلها من كبرى شركات الطيران الإقليمية. يُعرف عنه حب العمل والوفاء والانضباط، وكان يؤمن بأن "المسؤولية تكليف لا تشريف". وكان له كتاب في مذكراته عن الطيران، لم يُنشر حتى الآن.

## الوفاة
توفي الكابتن أحمد مطر في جدة يوم الخميس 17 مارس 2011، عن عمر ناهز 73 عامًا، وشيع جثمانه بعد صلاة الجمعة في مسجد الجفالي. ترك إرثًا كبيرًا في صناعة الطيران السعودية، ويُعد من القادة الملهمين الذين ساهموا في بناء هوية النقل الجوي الوطني.